# O Invasor
O Invasor és una pel·lícula brasilera de 2002, del gènere drama, dirigida per Beto Brant. És una adaptació del llibre homònim, escrit per Marçal Aquino. El novembre de 2015 la pel·lícula va entrar a la llista feta per l'Associação Brasileira de Críticos de Cinema (Abraccine) de la 100 millors pel·lícules brasileres de tots els temps.

## Sinopsi
Narra la història de tres amics –companys des de l'època de la universitat d'enginyeria– que són socis d'una empresa constructora des de fa més de 15 anys. Tot va bé fins al dia que un desacord en la gestió dels negocis els posa en conflicte. D'una banda, Estevão (George Freire), soci majoritari, que amenaça amb desfer l'associació, perquè no accepta negociar amb el govern; d'altra banda, Ivan (Marco Ricca) i Gilberto (Alexandre Borges) que, acorralats, decideixen eliminar el seu soci, creient que podran liderar la constructora al seu estil després fr la mort d'Estevão. Per a això contracten Anísio (Paulo Miklos),, un assassí, que fa el servei.
És l'inici d'una nova etapa per a Ivan i Gilberto i també d'un malson inesperat: l'Anísio té plans d'ascens social i a poc a poc envaeix la vida dels dos amics, enfrontant-los al procés de violència que van desencadenar.

## Repartiment
- Marco Ricca.... Ivan Soares
- Alexandre Borges.... Gilberto
- Mariana Ximenes.... Marina
- Paulo Miklos.... Anísio
- Malu Mader.... Cláudia
- George Freire .... Estevão
- Chris Couto.... Cecília
- Sabotage.... Sabotage

## Producció
O Invasor va ser creat a través del concurs Programa Cinema Brasil, per a pel·lícules de baix pressupost i organitzat per la Secretaria d'Audiovisual del Ministeri de Cultura. La banda sonora de la pel·lícula és de Coletivo Instituto i del raper Sabotage, amb participacions de Pavilhão 9 i Tolerância Zero, entre oltres. Paulo Miklos participa de la banda sonora amb la cançó Orgia. A més de Paulo Miklos, Marco Ricca i Alexandre Borges, el repartiment de la pel·lícula inclou George Freire, Malu Mader, Mariana Ximenes, Cris Couto i Sabotage. El guió l'han signat l'escriptor Marçal Aquino, el director Beto Brant i el productor Renato Ciasca.

## Llançament
O Invasor es va estrenar en festivals l'any 2001, guanyant la millor pel·lícula al Festival de Recife i la millor direcció al Festival de Brasilia. L'any següent es va estrenar comercialment als cinemes, després de participar en diversos festivals internacionals, guanyant el premi a la millor pel·lícula llatinoamericana al Festival de Sundance.
El 2016 es va anunciar que s'estava fent un remake a França, pel director Roschy Zem.

## Premis
- Festival de Cinema de Sundance 2002 (EUA) Premi a la millor pel·lícula llatinoamericana.[5]
- Festival de Brasília Guanyat en les categories de millor director, millor banda sonora, premi de la crítica, premi adquisició del MinC, premi São Saurê (millor moment del Festival) i premi especial del jurat al nou actor (Paulo Miklos).[6]
- Festival Internacional del Nou Cinema Llatinoamericà de l'Havana 2002, Premi Gran Coral[7]